# Żelazne Żądło

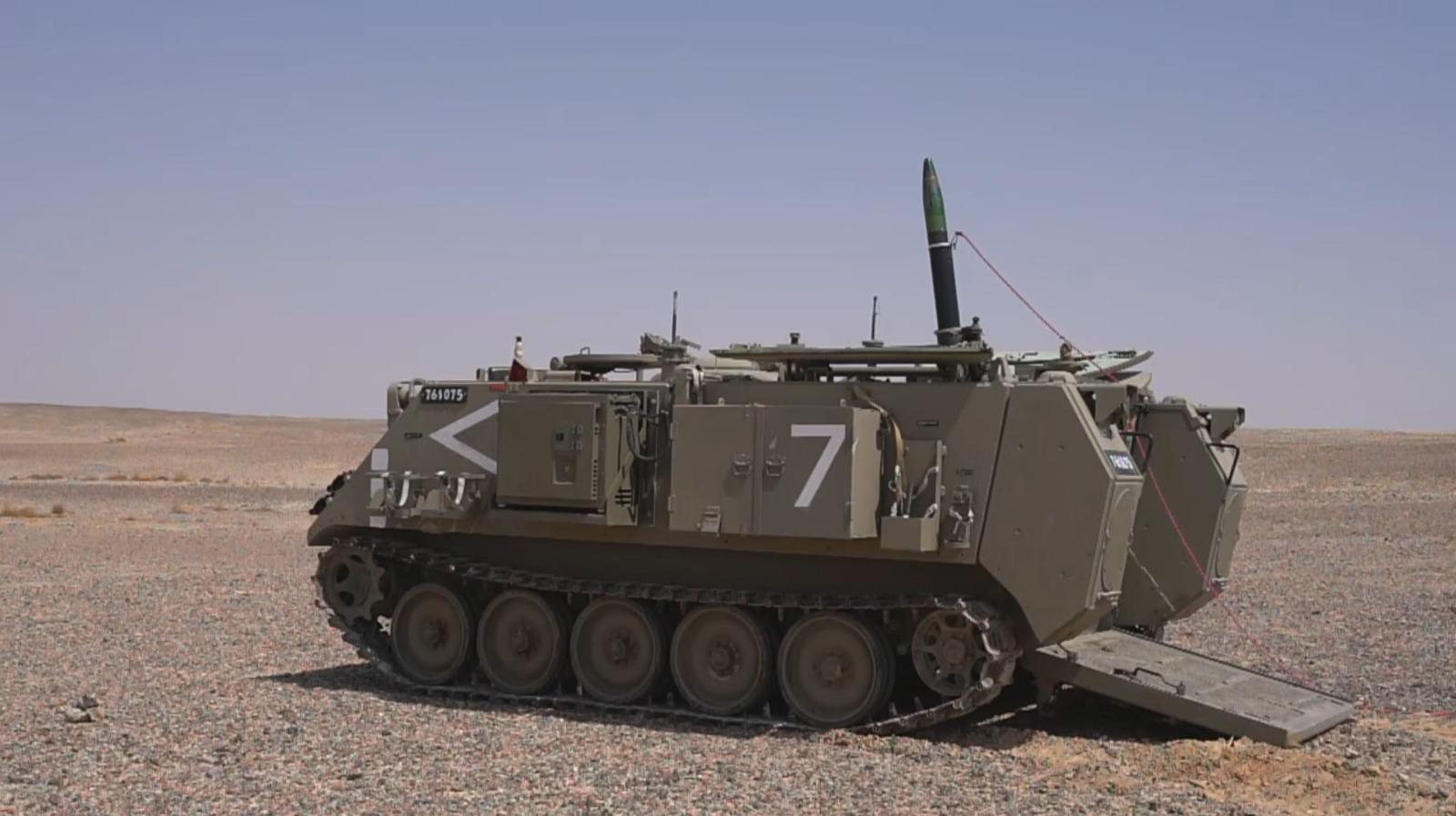
Moździerz samobieżny Keszet z Żelaznym Żądłem

Żelazne Żądło   (hebr. עוקץ פלדה, okec plada, ang. Iron Sting) – izraelski kierowany pocisk moździerzowy kalibru 120 mm, zaprojektowany i produkowany przez przedsiębiorstwo Elbit Systems.

## Historia
W 2021 roku izraelskie Ministerstwo Obrony, Siły Obronne Izraela oraz przedsiębiorstwo Elbit Systems upubliczniły informacje o nowym pocisku moździerzowym, który może być naprowadzany laserowo lub poprzez GPS. Wojsko potwierdziło fakt, iż w 2021 roku pocisk przeszedł pomyślnie testy poligonowe (próby strzeleckie z udziałem platform takich jak HMMWV i moździerz samobieżny Keszet), co umożliwiało rozpoczęcie produkcji seryjnej. Nie wiadomo dokładnie, ile trwały prace nad rozwojem pocisku, doświadczał on jednak wielu opóźnień ze względu na duże koszty projektu  oraz włączenie Elbit Systems w struktury Israeli Military Industries.
W 2022 roku pocisk wszedł do użytku w Siłach Obronnych Izraela.

## Konstrukcja

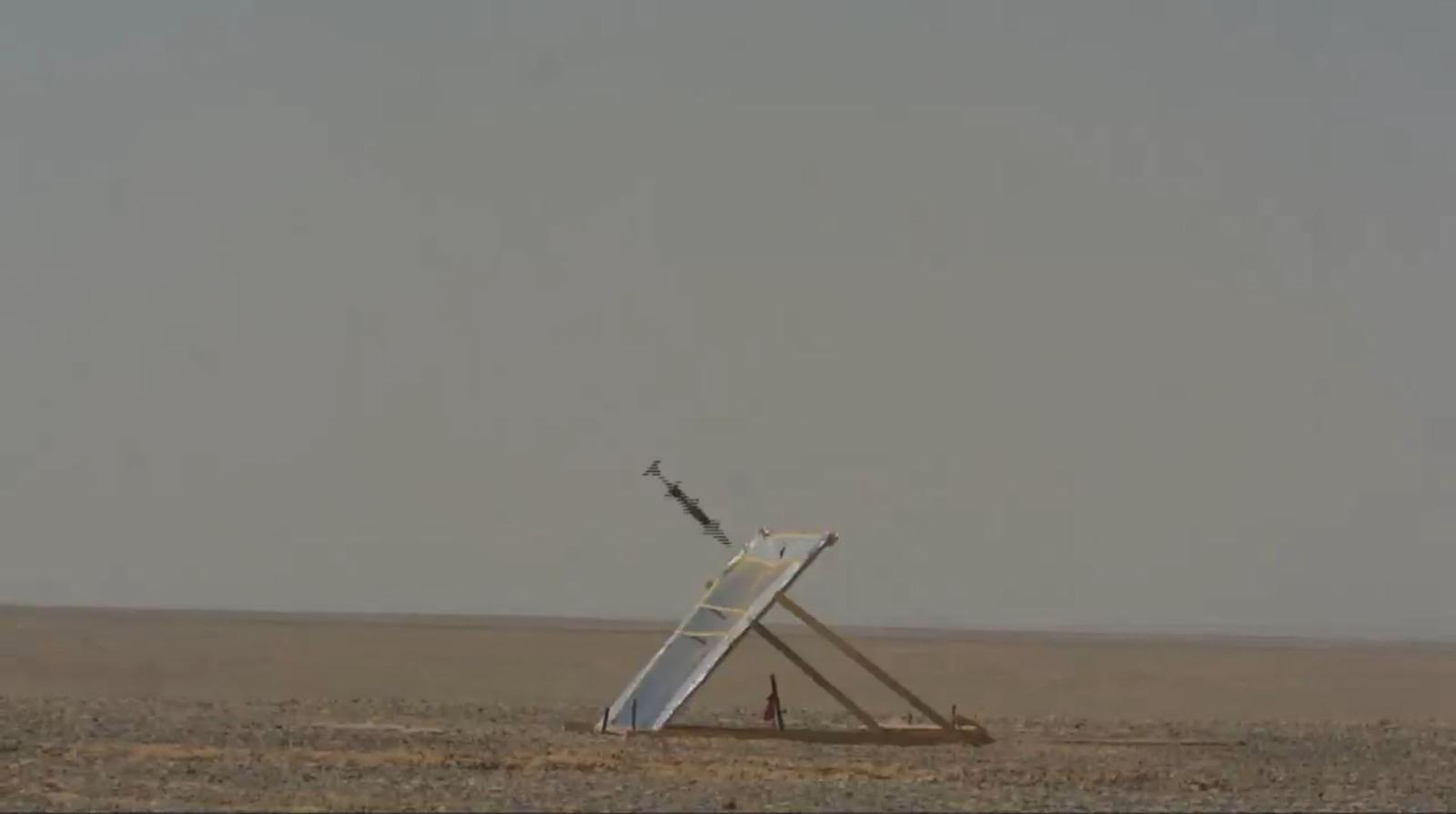
Uderzenie pocisku w ćwiczebny cel

Żelazne Żądło jest pociskiem moździerzowym kalibru 120 mm mogącym być wystrzeliwanym z systemu moździerzowego produkcji Elbit Systems – Cardom. System ten może być montowany na pojazdach HMMWV i w transporterach gąsienicowych M113. Waga pocisku to 17 kilogramów.
Może być naprowadzany laserowo lub przy pomocy systemu GPS i jest zdolny razić cele w promieniu 10 kilometrów. Żelazne Żądło może przebić betonową płytę o grubości do 20 centymetrów.

## Użycie bojowe
Pomimo faktu, że pocisk wszedł oficjalnie do użytku w 2022 roku, to izraelska armia poinformowała, że był on już używany w 2021 roku, w trakcie operacji „Strażnik Murów”.
Pierwszym konfliktem, kiedy wojsko upubliczniło nagrania z użycia pocisku była operacja „Żelazne Miecze” . Był on używany przeciwko tunelom Hamasu oraz podczas walk w terenie zurbanizowanym w Strefie Gazy przez jednostki Maglan i Duwdewan. Potwierdzono także użytkowanie pocisku przez jednostkę Egoz na granicy izraelsko-libańskiej przeciwko bojownikom Hezbollahu .